# Louise Marie Adélaïde penthièvre-i hercegnő
Louise Marie Adélaïde penthièvre-i hercegnő (Párizs, 1753. március 13. – Ivry-sur-Seine, 1821. június 23.), házassága révén Chartres majd Orléans hercegnéje. I. Lajos Fülöp francia király anyja.

## Származása
Louis Jean Marie de Bourbon-Penthièvre hercegnek (1725–1793) és Estei Mária Terézia Felicitász modenai hercegnőnek (1726–1754) leánya és örököse, XIV. Lajos francia királynak (a Napkirálynak) és szeretőjének, Françoise Athénaïs de Rochechouart-nak (Madame de Montespan márkinénak) dédunokája. Hat testvérből csak négyen érték meg a felnőttkort. Mint az uralkodó királyi család tagjai, valamennyien viselhették a királyi vérből való hercegi/hercegnői címet (prince/princesse du sang).

## Élete
1769. április 5-én Mademoiselle de Penthièvre a versailles-i kastélyben férjéhez ment Louis-Philippe Joseph chartresi herceghez, a későbbi Philippe Égalitét.
XVI. Lajos engedélyével  Louise Marie Adélaïde d'Orléans 1792. július 25-én elvált férjétől, és a felső-normandiai Vernonban, a Bizy-kastélyba vonult vissza.
Citoyenne Égalité 1793. április 5-én őrizetbe vették a Luxembourg-palotában.
A férjet november 6-án a bíróság halálra ítélte, és még aznap nyaktilóval kivégezték.
Louise Marie Adélaïde 1794-ben szabadult a börtönből, és a párizsi Élysée palotában élt.
Amikor 1797-ben az összes Bourbont kitiltották Franciaországból, Citoyenne Égalité  Spanyolországba menekült. Száműzetésben Jacques-Marie Rouzet politikussal együtt élt. 1814-ben visszatéreket Franciaországba. Együtt maradtak Rouzet haláláig, 1820. október 24-ig.

## Utódai
- Egy halva született fiú (*/† 1771).
- Louis-Philippe (1773–1850), Chartres hercege, 1830-tól I. Lajos Fülöp néven a franciák királya.
- Louis Antoine Philippe d’Orléans (1775–1807), Montpensier hercege.
- Louise Marie Adélaïde Eugénie d’Orléans (1777–1847), Chartres kisasszonya (Mademoiselle de Chartres), nem ment férjhez, bátyjának bizalmas tanácsadója maradt.
- Egy leány, Adélaïde hercegnő ikerhúga (1777–1782), Orléans kisasszonya, kisgyermekként meghalt.
- Louis Charles d’Orléans (1779–1808), Beaujolais grófja, aki 1792-től felvette az Alphonse Léodgard keresztneveket.

## Fordítás
- Ez a szócikk részben vagy egészben  a   Louise Marie Adélaïde de Bourbon-Penthièvre című német Wikipédia-szócikk fordításán alapul.  Az eredeti cikk szerkesztőit annak laptörténete sorolja fel. Ez a jelzés csupán a megfogalmazás eredetét és a szerzői jogokat jelzi, nem szolgál a cikkben szereplő információk forrásmegjelöléseként.